# Chilecicada citatatemporaria
Chilecicada citatatemporaria (лат.) — вид певчих цикад рода Chilecicada из подсемейства Tibicininae. Эндемик Чили

## Распространение
Обитают в Южной Америке (центральное Чили, Petorca Province, Región de Valparaíso).

## Описание
Цикады среднего размера, длина тела около 1,5 см. Это один из самых мелких видов Chilecicada. Его можно отличить по сочетанию длины тела 14,75–16,95 мм, длины переднего крыла 15,30–18,00 мм, базальной ячейки переднего крыла (примерно в 3,67 раза длиннее ширины), пятен вдоль проксимальной базальной ячейки переднего крыла, губчатой фасции, разделяющей косту и радиус переднего крыла. Заднеспинка полностью скрыта по средней линии спины. Жилки переднего крыла CuP и 1A не слиты. Жилки заднего крыла RP и M не слиты в основании. Брюшная полость без тимбальных покровов или с частично загнутым краем.

## Систематика
Близок к видам Chilecicada occidentis и Chilecicada viridicitata. Вид был впервые описан в 2021 году американским энтомологом Алленом Санборном (Department of Biology, Barry University, Miami Shores, Флорида, США) и его коллегами.